# Équipe cycliste Puch-Sem-Campagnolo
Pour les articles homonymes, voir Puch (homonymie) et Campagnolo (homonymie).
Ne doit pas être confondu avec les équipes Puch-Wolber-Campagnolo et Puch-Eorotex-Campagnolo.
L'équipe Puch-Sem-Campagnolo est une ancienne équipe cycliste française professionnelle, dirigée par Jean de Gribaldy, durant la saison 1980. Son leader est le portugais Joaquim Agostinho qui termine 5e du Tour de France.

## Effectif
| Effectif 1980             | Effectif 1980     | Effectif 1980 | Effectif 1980                     |
| Cycliste                  | Date de naissance | Pays          | Équipe précédente                 |
| ------------------------- | ----------------- | ------------- | --------------------------------- |
| Joaquim Agostinho         | 7 avril 1943      | Portugal      | Flandria-Ça va seul (1979)        |
| Charly Bérard             | 27 septembre 1955 | France        |                                   |
| Jonathan Boyer            | 8 octobre 1955    | États-Unis    |                                   |
| Patrick Busolini          | 14 novembre 1954  | France        | Inoxpran (1979)                   |
| Marco Chagas              | 19 novembre 1956  | Portugal      |                                   |
| Alain De Carvalho         | 9 juin 1953       | France        |                                   |
| Patrick Hosotte           | 25 juillet 1957   | France        |                                   |
| Jean-Paul Hosotte         | 11 mars 1955      | France        | Les Amis du Tour de France (1979) |
| Hans-Peter Jakst          | 23 juillet 1954   | Allemagne     |                                   |
| Jacques Michaud           | 11 juillet 1951   | France        |                                   |
| Daniel Müller             | 17 novembre 1957  | Suisse        |                                   |
| Hans Neumayer             | 10 janvier 1956   | Allemagne     |                                   |
| Régis Ovion               | 3 mars 1949       | France        | Peugeot-Esso-Michelin (1979)      |
| Henry Rinklin             | 15 septembre 1957 | Allemagne     |                                   |
| Jean-François Rodriguez   | 19 décembre 1957  | France        |                                   |
| Roland Salm               | 21 février 1950   | Suisse        |                                   |
| Jacques Stablinski        | 11 août 1957      | France        | Fiat (1979)                       |
| Dietrich Thurau           | 9 novembre 1954   | Allemagne     | IJsboerke-Warncke Eis (1979)      |
| Jean-Raymond Toso         | 17 décembre 1952  | France        | Les Amis du Tour de France (1979) |
| Roland Vögeli             | 18 octobre 1959   | Suisse        |                                   |
| Jostein Wilmann           | 15 juillet 1953   | Norvège       |                                   |
|                           |                   |               |                                   |
| Source : Cycling Archives |                   |               |                                   |

## Équipe Tour de France
- 21 AGOSTINHO Joaquim (Por)
- 22 BUSOLINI Patrick (Fra)
- 23 CHAGAS Marco (Por)
- 24 DE CARVALHO Alain (Fra) ab.12°
- 25 JAKST Hans-Peter (All)
- 26 MICHAUD Jacques (Fra)
- 27 OVION Régis (Fra)
- 28 THURAU Dietrich (All) np.10°
- 29 TOSO Jean-Raymond (Fra)
- 30 WILMANN Jostein (Nor)

## Résultats
- 1er à Lamballe (Joaquim Agostinho)
- 1er à Obernai (Joaquim Agostinho)
- 1er à Garancières-en-Beauce (Joaquim Agostinho)
- 2e du G.P du Midi Libre (Joaquim Agostinho)
- 3e de Bordeaux-Paris (Joaquim Agostinho)
- 3e du Critérium du Dauphiné Libéré (Joaquim Agostinho)
- 3e des 4 jours de Dunkerque (Joaquim Agostinho)
- 3e du Tour de Corse (Joaquim Agostinho)
- 3e à Bain-de-Bretagne (Joaquim Agostinho)
- 5e du Tour de France (Joaquim Agostinho)
  - 3e de la 11e étape
  - 3e de la 18e étape
  - 3e de la 20e étape
  - 7e de la 13e étape
- 3e de Paris-Roubaix (Dietrich Thurau)
- 2e dans Polymultipliée (Régis Ovion)
- 1re dans1re étape Critérium International, Fréjus (Régis Ovion)
- 3e dans Classement Général Critérium International (Régis Ovion)
- 1er à Château-Chinon (Régis Ovion)
- 1er à Arras (Régis Ovion)
- 1re dans 7e étape secteur a Tour de Suisse, Mendriso (Roalnd Salm)
- Grand Prix Aix-en-Provence (Hans-Peter Jakst)
- Grand Prix Union (Dortmund) (Jostein Wilmann)